# Nenning
El Nenning es un río ficticio creado por el escritor británico J. R. R. Tolkien para ambientar parte de las historias de su legendarium, en concreto de El Silmarillion.

## Geografía ficticia
Sus fuentes están ubicadas en las montañas lindantes con el noreste en el oeste de Beleriand, al sur de Ered Wethrin, cerca de los bosques de Núath. Discurre por Beleriand Occidental, por la región de las Falas. En su curso bajo, precisamente en el estuario donde el Nenning vierte sus aguas al gran océano, se sitúa el puerto de Eglarest, en el cual vivían los falathrim, una parte de los sindar con gran amor a los navíos y su construcción. Este puerto y el estuario del Nenning constituyen el límite sur de la región de las Falas, siendo el estuario del río Brithon y el puerto de Brithombar el límite norte. El Nenning discurre cercano al río Brithon, al norte del mismo, y bastante al sur de los ríos Narog y Ginglith.

## Historia ficticia
Constituía uno de los límites del reino élfico de Nargothrond: «Nargothrond llegaba también al oeste del Narog hasta el río Nenning, que desembocaba en el mar en Eglarest, y Finrod fue con el tiempo el señor supremo de todos los elfos de Beleriand entre el Sirion y el mar, salvo las Falas. Allí vivían los sindar que aún amaban los barcos, y Círdan el Carpintero de Barcos, era el señor de todos ellos; pero entre Círdan y Finrod había amistad y alianza y con la ayuda de los noldor se reconstruyeron los puertos de Brithombar y Eglarest».